# Крумханзл, Петр
Петр Крумханзл (чеш. Petr Krumphanzl; род. 6 мая 1966 года, Градец-Кралове, ЧССР) — чешский математик, банкир. С января 2018 года является председателем правления «ПриватБанка».

## Биография
Высшее образование получил в Карлов университете в Праге, где учился в 1984—1989 годах. Там же защитил докторскую диссертацию по математике.
С 1992 по 1996 годы изучал в Японии единоборства и язык, имеет право преподавать боевые искусства и входит в руководство чешской федерации одного из ответвлений айкидо.
С апреля 2004 года по январь 2008 года работал операционным директором в чешском Raiffeisenbank CZ.
с 2008 по 2011 годы работал операционным директором в украинском Райффайзен банк Аваль, где занимался оптимизацией операционных расходов банка.
С 2011 по 2013 годы занимался управлением и консалтингом в сфере финансовых услуг в нескольких странах ЕС.
В 2013-м переехал в Словению, став членом совета директоров и операционным директором филиала австрийской компании по управлению проблемными активами Heta Asset Resulotion.
С лета 2016 по декабрь 2017 года работал в должности члена правления по операционным вопросам Home Credit China (Китай).
С января 2018 года является председателем правления «ПриватБанка».
Крумханзл знает пять языков: кроме родного чешского, хорошо владеет английским, русским, немецким и японским.